# Ciuhur Ocnița
Ciuhur Ocnița este un club de fotbal din Ocnița, Republica Moldova. Clubul a fost fondat în 1995, sezonul 1995-96 la petrecut în Divizia "A", în sezonul 1996-1997 a evoluat în Divizia Națională, iar la finele acestuia echipa s-a desființat.